# Iepe Rubingh

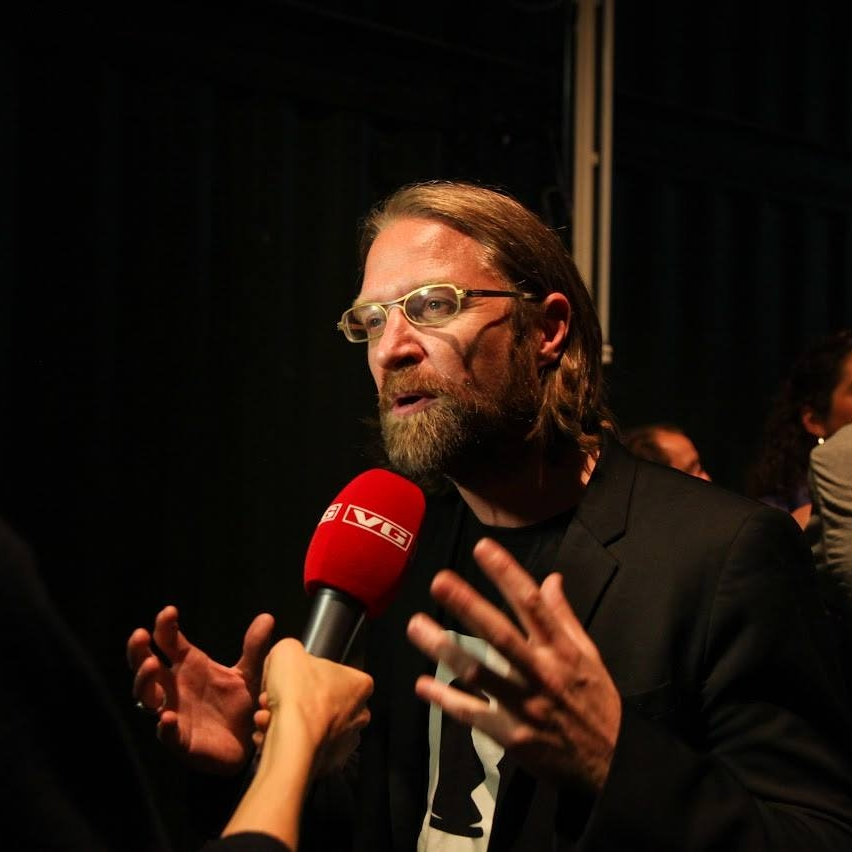
Iepe Rubingh in 2015

Iepe B.T. Rubingh (Rotterdam, 17 augustus 1974 – Berlijn, 8 mei 2020) was een Nederlands kunstenaar. Hij was de uitvinder van en eerste wereldkampioen in de combinatiesport schaakboksen.

## Loopbaan
Iepe Rubingh studeerde geschiedenis in Amsterdam. Met studiegenoot en vriend Rob Savelberg verhuisde hij in de jaren 1990 naar Berlijn, waar hij zijn voornaamste kunstwerken maakte. Zo bouwde hij een deel van de Berlijnse Muur weer op op de Potsdamer Platz uit protest tegen de snelle en uitwissende afbraak. Zijn werk Het wonder van Berlijn verraste vele Berlijners en toeristen door het onder een kastanjeboom te laten regenen. Steden als Singapore en Boedapest wilden dit "wonder" ook binnenhalen.
Na inspiratie door het stripalbum Koude evenaar van Enki Bilal bedacht Rubingh de combinatiesport schaakboksen. Hij won het eerste wereldkampioenschap dat in 2003 in Paradiso in Amsterdam werd gehouden en was vervolgens bij leven de belangrijkste promotor en woordvoerder van de sport. Hij was de eerste voorzitter van de World Chess Boxing Organisation.
De Netflix-serie The Queen's Gambit (2020) is opgedragen aan Rubingh en de credits noemen hem als on-set chess consultant.
Iepe Rubingh overleed in 2020 plotseling aan een hartaanval op 45-jarige leeftijd in zijn woning in Berlijn.